# Pvg m/42
Pvg m/42 (швед. Pansarvärnsgevär fm/42) — противотанковое ружьё, разработанное шведской компанией Carl Gustav (в дальнейшем Bofors). Главная особенность — использование динамо-реактивного принципа (аналогичное решение используется в современных ручных противотанковых гранатомётах), благодаря чему удалось добиться значительного снижения массы оружия. В 1948 году на базе Pvg m/42 был разработан противотанковый гранатомёт Carl Gustaf.

## Описание
В отличие от других противотанковых ружей Pvg m/42 было рассчитано на стрельбу стоя «с плеча» (благодаря динамореактивному принципу отдача снаряда 20×180 мм R нивелировалась), хотя стрельба с упора также была возможной. Недостатком применённой схемы стала высокая стоимость и большие габариты боеприпасов.
Оружие однозарядное, ствол нарезной. В задней части расположен казённик с выходным соплом. Под стволом расположен плечевой упор.
Бронепробиваемость снаряда составляла 40 мм на дальности 100 м, чего по меркам 1942 года было уже недостаточно для борьбы со средними танками того времени.